# 海達勒德木板教堂

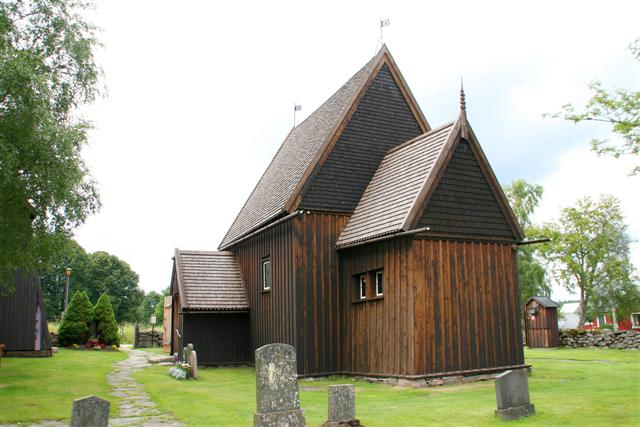

海達勒德木板教堂（Hedared Stave Church）是瑞典的一座木板教堂。這座教堂位於瑞典西部的西約塔蘭省，屬於斯卡拉教區。海達勒德木板教堂是瑞典唯一一座保存完好的木板教堂，很可能在16世紀初期就已經被提及。

## 外部連結
- Hedared Stave Church
- Painted altar piece (Kalkmålning) (in Swedish)